# Mads Kyed Jensen
Mads Kyed Jensen (ur. 24 kwietnia 1999 w Kopenhadze) – duński siatkarz, reprezentant Danii. Na początku swojej kariery siatkarskiej grał na pozycji rozgrywającego. Od sezonu 2019/2020 występuje na boisku jako atakujący. 

## Sukcesy klubowe
Puchar Danii:
- 2016, 2018[7]

NEVZA - Klubowe Mistrzostwa Krajów Nordyckich:
- 2017[8]

Mistrzostwo Danii:
- 2018[9], 2019[10]
- 2017

## Sukcesy reprezentacyjne
NEVZA - Mistrzostwa Krajów Nordyckich Kadetów:
- 2015, 2016
- 2017

Srebrna Liga Europejska:
- 2021[11]